# جوزيف ديفيدسون
جوزيف ديفيدسون (بالإنجليزية: Joseph Davidson)‏ (9 أغسطس 1846 في المملكة المتحدة - 3 ديسمبر 1901 في المملكة المتحدة) هو لاعب كريكت بريطاني (وحمل سابقاً جنسية المملكة المتحدة لبريطانيا العظمى وأيرلندا). لعب مع نادي مقاطعة ديربيشاير للكريكت ‏.